# 政一九
政 一九（まさ いっく）は、日本の漫画家。年齢、性別、生年月日は不詳である。
2002年6月より講談社「マガジンZ」で『サクラ大戦漫画版』の連載を開始、2008年12月発売の2009年2月号で第一部が完結した。
2009年6月20日発売の講談社「マガジンイーノ」第2号より『サクラ大戦漫画版』の第二部を連載している。同作は、マガジンイーノが休刊後、掲載誌移動を経験しながら、最終的には単行本描き下ろしという形で2021年に完結した。

## 人物
『サクラ大戦シリーズ』キャラクター原案の藤島康介イチオシの漫画家である。それだけに、絵が藤島やキャラクターデザインの松原秀典に酷似しており、原作のイメージを崩していない。
漫画の仕上げ作業にはComicStudioを使用している。同ソフトには政一九の描いた漫画がサンプルとして収録されており、Amazonの商品ページにおいて、そのサンプル漫画の一部が画像や動画で掲載されている。

## 作品リスト
- サクラ大戦漫画版

## 師匠
- うるし原智志